# Index Corporation
Index Corporation (яп. 株式会社インデックス кабусики-гайся индэккусу) — японская холдинговая корпорация во главе группы компаний «Index». Созданная 1 сентября 1995 года как оператор мобильной связи, Index впоследствии превратилась в одну из наиболее успешных компаний Японии, выкупила несколько телекоммуникационных и развлекательных предприятий, в том числе анимационную студию Madhouse, разработчиков компьютерных игр Atlus и Interchannel, крупную киностудию Nikkatsu. Index владеет акциями многих зарубежных предприятий в США, Великобритании, Франции и других странах. Компании принадлежит французский футбольный клуб «Гренобль».
18 сентября 2013 года компанию купила издатель компьютерных игр Sega за 14 миллиардов йен.

## Основные подразделения
- NetIndex Inc.[яп.] (80,5 %)
- Rosso Index K.K.[яп.] (54,6 %)
- Dynamo Pictures (ダイナモピクチャーズ) (100 %)